# Zeche Hoffnungstal
Die Zeche Hoffnungstal ist ein ehemaliges Steinkohlenbergwerk in Sprockhövel-Niederstüter. Das Bergwerk war eine Kleinzeche, Besitzer dieser Kleinzeche war in den Anfangsjahren Gustav Riepelsiep. Das Bergwerk war nur wenige Jahre, von 1952 bis 1957, in Betrieb.

## Bergwerksgeschichte
Am 1. April des Jahres 1952 wurde das Bergwerk in Betrieb genommen. Das Stollenmundloch des Bergwerks befand sich östlich vom Paasbach in der Nähe der Straße Zum Hackstück (Hackstückstraße). Das Grubenfeld, in dem das Bergwerk betrieben wurde, gehörte zur ehemaligen Zeche Johannessegen. Bereits am 23. Juni desselben Jahres wurde der Betrieb des Bergwerks eingestellt. Anschließend wurde die Zeche Hoffnungstal umbenannt in Zeche Teufelsburg II. Zeitgleich mit der Umbenennung wechselte auch der Besitzer des Bergwerks, neuer Besitzer wurde die Teufelsburg GmbH. Noch im selben Jahr wurde das Bergwerk wieder im Stollenbau in Betrieb genommen. Der Abbau der Steinkohle erfolgte im Flöz Dreckbank. In diesem Jahr wurden mit elf Bergleuten 3833 Tonnen Steinkohle gefördert. Am 1. Januar des Jahres 1954 wurde das Bergwerk verkauft, neuer Besitzer des Bergwerks war nun die Hans Wolf Lange & Co oHG. Das Bergwerk wurde wieder rückbenannt in Zeche Hoffnungstal. Im selben Jahr wurde mit 27 Bergleuten die maximale Förderung des Bergwerks erreicht, es wurden 8540 Tonnen Steinkohle gefördert. Im Jahr 1956 wurden mit 24 Beschäftigten insgesamt 6162 Tonnen Steinkohle gefördert. Vermutlich im Juni des Jahres 1957 wurde die Förderung eingestellt. Am 31. Dezember des Jahres 1958 wurde die Zeche Hoffnungstal stillgelegt.

## Heutiger Zustand
Heute ist das Bergwerk unter dem Namen Zeche Teufelsburg II Teil des Bergbauwanderweg Alte Haase Nord. Aus dem Stollenmundloch läuft im Frühjahr das Schmelzwasser heraus.